# Sphecodes friesei
Sphecodes friesei is een vliesvleugelig insect uit de familie Halictidae. De wetenschappelijke naam van de soort is voor het eerst geldig gepubliceerd in 1908 door Herbst.